# Георги Андреев (политик)
Вижте пояснителната страница за други личности с името Георги Андреев.
Георги Андреев Атанасов е български политик от Българския земеделски народен съюз (БЗНС), писател и дипломат. Той е заместник-председател на Държавния съвет (1971 – 1973) и министър на информацията и съобщенията (1973 – 1976).

## Биография
Георги Андреев е роден на 26 май 1929 година в село Чимос (днес град Ахелой). През 1945 година става член на Земеделския младежки съюз, а през 1947 година – на БЗНС. През 1948 година се премества в София, където работи при Постоянното присъствие на БЗНС. През 1953 година завършва Висшия икономически институт „Карл Маркс“ (днес Университет за национално и световно стопанство). През 1957 година става член на Управителния съвет, през 1962 година – член на Постоянното присъствие, а през 1971 година – секретар на Постоянното присъствие на БЗНС.
От 1971 до 1973 година Андреев е заместник-председател на Държавния съвет, където оглавява Съвета по външните отношения. След това е министър на информацията и съобщенията в първото правителство на Станко Тодоров (1973 – 1976). След като е освободен от Министерския съвет е секретар на Националния съвет на Отечествения фронт (1976 – 1980) и посланик на България в Норвегия (1980 – 1981) и Исландия (1981 – 1989).
След 2002 година Андреев публикува няколко художествени книги. През 2009 година е обявен за почетен гражданин на Ахелой.